# Passiflora anastomosans
Passiflora anastomosans (Lamb. ex DC.) Killip – gatunek rośliny z rodziny męczennicowatych (Passifloraceae Juss. ex Kunth in Humb.). Występuje endemicznie w Peru. 

## Morfologia
PokrójZdrewniałe, trwałe, nagie liany.
LiścieBlaszka liściowa ma potrójnie klapowany kształt. Nasada liścia jest rozwarta lub ostrokątna. Liście są skórzaste. Mają 4–9 cm długości oraz 5–13 cm szerokości. Brzegi są ząbkowane. Wierzchołek jest tępy lub ostry. Ogonek liściowy jest owłosiony i ma długość 15–20 mm. Przylistki są podłużnie owalne, mają 19–36 mm długości.
KwiatyPojedyncze. Działki kielicha są podłużnie lancetowate, różowe, mają 1,5–3 cm długości. Płatki są podłużnie lancetowate, różowe, mają 1,3–2,8 cm długości. Przykoronek ułożony jest w jednym rzędzie, różowy, ma 1 mm długości.
OwoceSą elipsoidalnego lub jajowatego kształtu.

## Biologia i ekologia
Występuje w lasach na wysokości 2300–3100 m n.p.m.